# Langelede

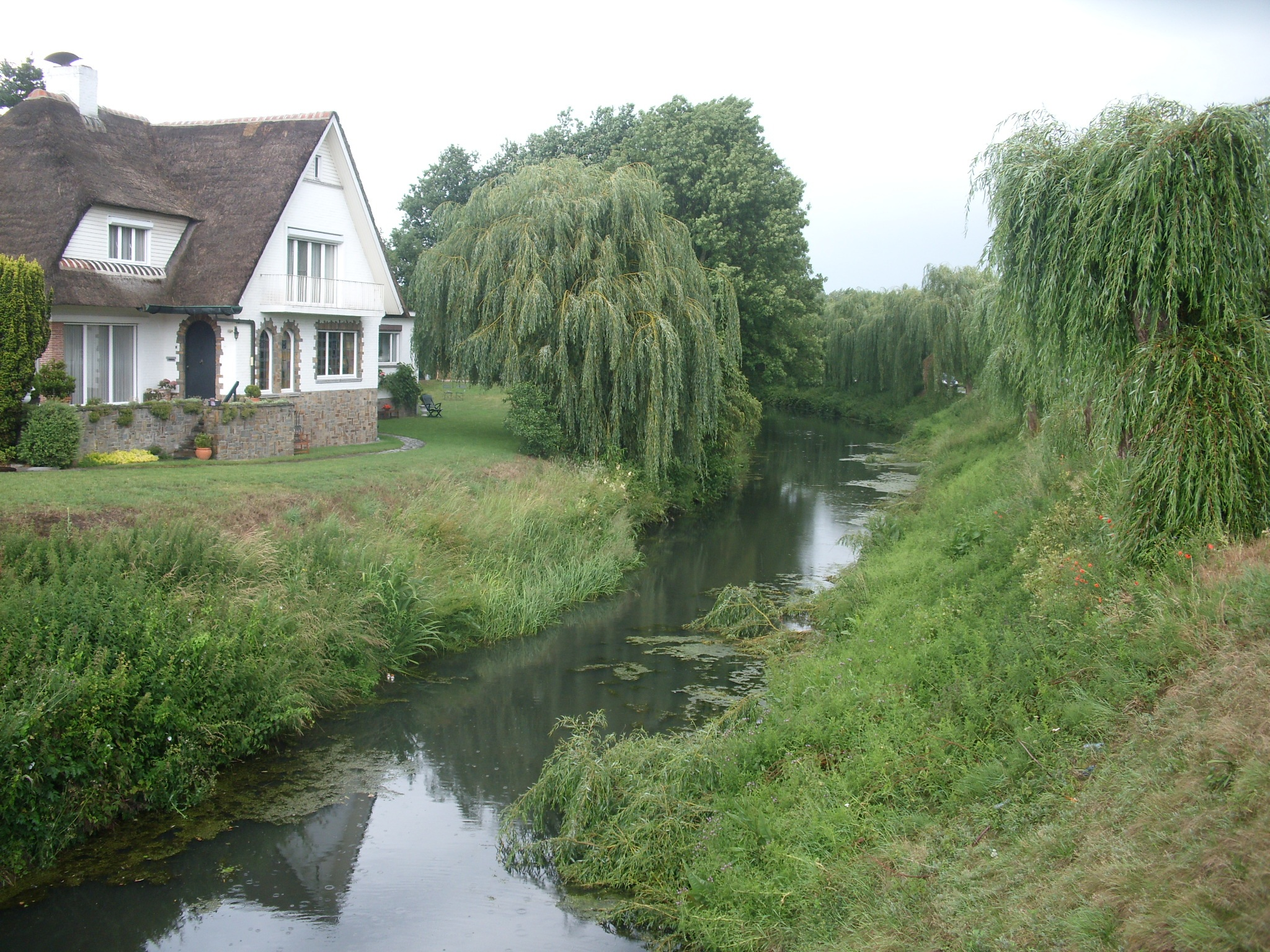
De Langelede in Wachtebeke.

De Langelede is een met mensenhand gegraven kanaal in de Belgische plaats Wachtebeke, tussen de Nederlandse grens en de Moervaart.

## Recreatief
Het kanaaltje is 5,5 km lang en werd gegraven in de 14de eeuw voor het vervoer van turf, zand en beer. Waarschijnlijk heeft men bij de graafwerken in westelijke richting enkele honderden meter een natuurlijk riviertje gevolgd, dat een zijarm was van de Durme. Daarna maakt de Langelede een bocht naar het noorden, en dit gedeelte moest volledig nieuw gegraven worden, want het dwarst de zandrug Maldegem-Stekene ter hoogte van de Walderdonk (zie foto). Later in 1774 werd het kanaal verbreed en rechtgetrokken. De Langelede werd nog een tijdje gebruikt voor vervoer van suikerbieten naar de suikerfabriek in Moerbeke maar wordt nu net als de Moervaart niet meer voor economische doeleinden gebruikt. De Langelede wordt via een pompgemaal afgewaterd naar de Moervaart.
De Langelede eindigt op de Nederlandse grens op de Oudenburgse Sluis. Deze naam wijst erop dat dit kanaaltje in vroeger tijden een afwateringsfunctie had voor Oudburg. Vanaf deze sluis werd het water via een geul tot in de Westerschelde afgevoerd. Tot in de tweede helft van de 20° eeuw vloeide er nog steeds water naar Nederland, deze afvoer werd toen op verzoek van Nederland volledig afgesloten.
De geringe breedte en de ondiepte van het kanaal heeft gezorgd voor een groei van allerlei waterplanten, met een uiteenlopende begroeiing op de oevers. In tegenstelling tot sommige aangelanden die de oever hebben geïntegreerd in harmonie met hun tuin, zoals terrasjes en grasperken tot aan de rand. De voormalige trekwegen langs het kanaal bieden thans kansen aan fietsers en voetgangers.
De waterloop gaf ook zijn naam aan een straat en een school in Wachtebeke.